# Конституція Монголії
Конституція Монголії (монг. Монгол Улсын Үндсэн Хууль) — головний закон держави Монголія.
Прийнята 13 січня 1992 р., набула чинності 12 лютого, з поправками, внесеними в 1999 і 2001 рр. Нова конституція встановила парламентську демократію в Монголії, гарантуючи свободу віросповідання, права, подорожі, виборчий цикл та інші питання. Написана після Монгольської демократичної революції 1990 р. перед зникненням Монгольської Народної Республіки. Складається з преамбули та шести розділів, поділених на 70 статей.
Документ досить близький до західних конституцій з точки зору свободи преси, невід'ємних прав, свободи пересування тощо.
Попередні конституції прийняті в 1924, 1940 і 1960 рр.

## Історія
Перша в історії країни конституція прийнята 26 листопада 1924 р. після смерті останнього монгольського монарха, Богдо-гегена VIII. Робота з підготовки тексту конституції почалася в 1922 р.; комісію очолювали міністр юстиції Монголії Максарев-Хурц, Ц. Ж. Жамцарано і Ч. Бат-Очір. Підготовлений ними початковий варіант забракований ЦК Монгольської народної партії як занадто буржуазний, і вони були відсторонені від роботи, а затверджений варіант основного закону наближений до радянського тексту. Ця конституція закріплювала ліквідацію обмеженої монархії і встановлювала в країні республіканський лад при верховенстві Народної партії. Зміни в текст вносилися в 1940 і 1960 рр.
В результаті виступів опозиції взимку 1990-1991 рр., яка вимагала від уряду проведення демократичних реформ за радянським зразком, прийнято рішення прийняти нову редакцію конституції. Підготовка нового тексту велася в другій половині 1991 р. Ця, нині діюча, редакція конституції Монголії прийнята 13 січня 1992-го і набула чинності 12 лютого. 

## Глави

### Глава перша
Заявляє суверенітет і територіальну цілісність монгольської держави. Визначає відносини між церквою і державою. Визначає монгольські герб, прапор і гімн.

### Глава друга
Вказує громадянські, політичні та людські права громадян, свободу релігії, вираження думок, свободу друку, право на голосування, рівність перед законом. Також визначає обов'язки громадянина, в тому числі обов'язок сплачувати податки і служити в збройних силах.

### Глава третя
Визначає структуру правової системи і форму республіки. Декларує, що в Монголії встановлюється парламентська демократія. Описує структуру законодавчого органу.

### Глава четверта
Кодифікує адміністративні райони Монголії і описує відносини між національними та місцевими органами влади.

### Глава п'ята
Засновує Конституційний суд для винесення постанов про тлумачення Конституції.

### Глава шоста
Описує процес внесення поправок до Конституції.